# Gaspard Bauhin
Gaspard Bauhin o Caspar Bauhin (Basilea, 17 gennaio 1560 – Basilea, 5 dicembre 1624) è stato un botanico svizzero.
A lui si deve l'introduzione nella tassonomia della nomenclatura binomiale, che fu poi adottata da Linneo nel suo sistema di classificazione scientifica. Infatti, l'opera di Bauhin, Pinax theatri botanici (1596), fu la prima ad adottare questa convenzione per il nome delle specie. Egli ebbe inoltre interessi medici, in quanto discepolo del celebre Girolamo Mercuriale: si dedicò quindi anche alla nomenclatura dell'anatomia umana.
Suo fratello, Johann Bauhin, o Jean Bauhin, fu anch'egli un medico e botanico. Jean e Gaspard erano figli di Jean Bauhin (1511-1582), un medico francese che dovette abbandonare il proprio paese a causa della sua conversione al protestantesimo. Gaspard nacque così a Basilea e studiò medicina a Padova, Montpellier e in Germania. Ritornato a Basilea nel 1580, fu insignito del titolo di dottore e si dedicò a letture private sulla botanica e sull'anatomia.

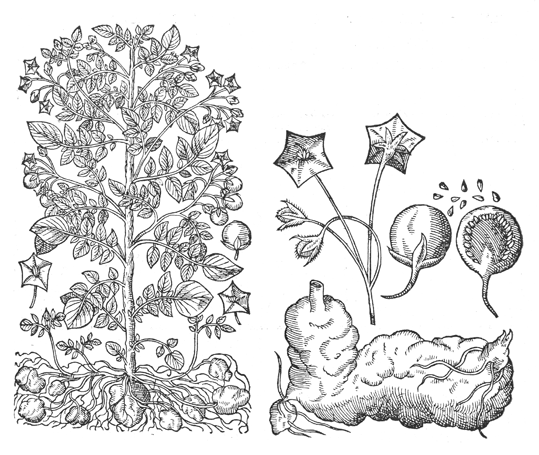
Illustrazione della patata (Solanum tuberosum) estratta dal Pinax theatri botanici

Nel 1582 gli venne assegnata la cattedra di greco nella sua università, e nel 1588 quella di anatomia e botanica. In seguito divenne professore delle pratiche di medicina, rettore dell'università di Basilea e decano della sua facoltà.
In aggiunta al Pinax Theatri Botanici, Gaspard progettò un'altra opera, il Theatrum Botanicum, che doveva consistere di dodici parti, delle quali ne finì soltanto tre; solo una, comunque, venne pubblicata (1658). Inoltre egli donò un copioso catalogo di piante spontanee dei dintorni di Basilea, ed editò le opere di Pietro Andrea Mattioli (1500-1577) con considerevoli approfondimenti. La sua principale opera di anatomia fu Theatrum Anatomicum infinitis locis auctum (1592).
Charles Plumier dedicò a Caspar Bauhin il genere Bauhinia della famiglia delle Leguminose.

## Opere

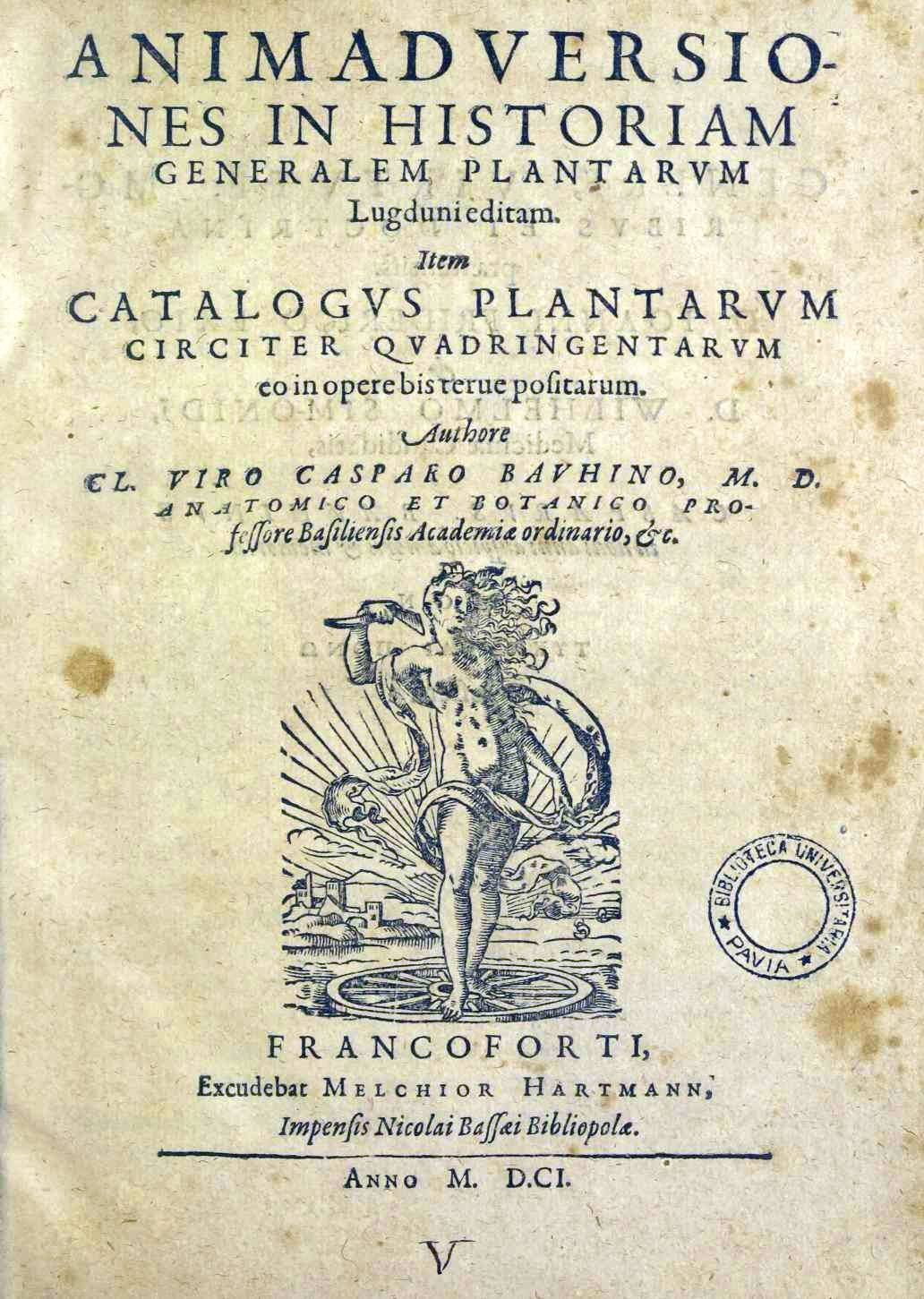
Animadversiones in historiam generalem plantarum, 1601

- (a cura di), Petri Andreae Matthioli Opera Omnia, Johannes König, Basel, 1574.
- Theatrum anatomicum infinitis locis auctum, ad morbos accommodatum, Basel, 1592.
  - Theatrum Anatomicum, Frankfurt am Main, 1605.
- (LA) Phytopinax seu enumeratio plantarum, Basel, Sebastian Henricpetri, 1596.
- Anatomica corporis virilis et muliebris historia, Leiden, 1597.
- (LA) Animadversiones in historiam generalem plantarum, Frankfurt am Main, Melchior Hartmann, 1601.
- (LA) Institutiones anatomicae, Frankfurt am Main, Johann Theodor de Bry, 1616.
- (LA) Prodromos theatri botanici, 1620.
  - (LA) Prodromos theatri botanici, Basel, Johann König, 1671.
- Pinax theatri botanici, Basel, 1623.
  - (LA) Pinax theatri botanici, Basel, Johann König, 1671.
- (LA) Vivae imagines partium corporis humani, Frankfurt am Main, Matthäus Merian (I), 1640.
- Theatrum Botanicum, 1658.
- (FR) Histoire des plantes de l’Europe, et des plus usitées qui viennent d’Asie, d’Afrique, & de l’Amérique […], 2 voll., Lyon, 1671.